# Aristides Baltazzi
Aristides Baltazzi (13. ledna 1853 Konstantinopol – 24. října 1914 Vídeň) byl rakousko-uherský dostihový jezdec, chovatel koní a politik, na přelomu 19. a 20. století poslanec Říšské rady a předák Strany středního velkostatku na Moravě.

## Biografie

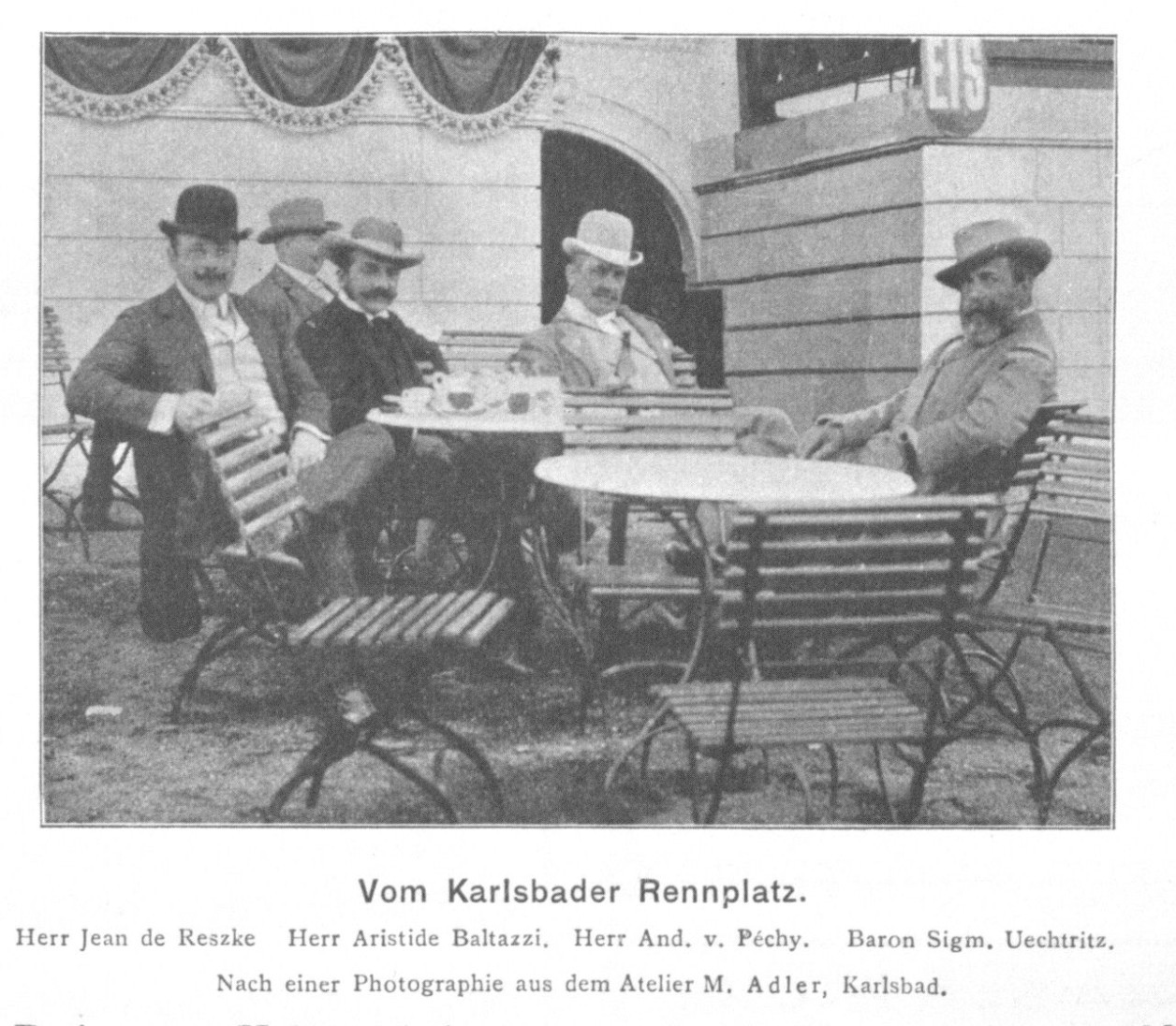
Jean de Reszke, Aristides Baltazzi (druhý u stolu zleva), Andor von Péchy a Sigmund von Uechtritz-Fuga na závodišti v Karlových Varech r. 1901. Foto Moritz Adler.

Pocházel z vlivné bankéřské rodiny (původem z Benátek), která patřila k nejvyšším vídeňským společenským kruhům. Dne 8. srpna 1884 se přiženil do Napajedel, když si vzal baronku Marii Terezii ze Stockau, jeho tchán byl Friedrich Stockau. Již předtím byl vynikajícím dostihovým jezdcem (jako ostatně i více členů jeho rodiny). Po svatbě odstoupil z funkcí v Jockey Clubu a rozprodal svou dostihovou stáj. Roku 1886 (podle jiného zdroje již ihned po svatbě roku 1884) potom zřídil v Napajedlech hřebčín s chovem anglického plnokrevníka a celkově zvelebil zdejší chov, jejž předtím založil jeho tchán Friedrich ze Stockau). Této aktivitě věnoval veškerou péči a finanční prostředky. Zemřel roku 1914 kvůli zhoubné nemoci. Je pohřben v hrobce napajedelské hřbitovní kaple.
Byl aktivní i v politice. Ve volbách do Říšské rady roku 1897 získal mandát v Říšské radě (celostátní zákonodárný sbor), kde reprezentoval velkostatkářskou kurii na Moravě. Mandát obhájil ve volbách do Říšské rady roku 1901. Ve vídeňském parlamentu setrval do konce jeho funkčního období, tedy do roku 1907.
Spolu s Felixem Vetterem z Lilie vedli na Moravě centristickou Stranu středního velkostatku. Jako její kandidát se uvádí roku 1897. Strana se ale od konce 19. století přimkla volně k Straně ústavověrného velkostatku pod vedením Josefa Marii Baernreithera, v jejímž parlamentním klubu zasedal Baltazzi jako hospitant.
Zemřel v říjnu 1914 na infarkt.